# Liste der Naturdenkmale in Tunau
| Naturdenkmale | Anzahl |
| ------------- | ------ |
| FND           | 2      |
| END           | 0      |
| Gesamt        | 2      |

Die Liste der Naturdenkmale in Tunau nennt die verordneten Naturdenkmale (ND) der im baden-württembergischen Landkreis Lörrach liegenden Gemeinde Tunau. In Tunau gibt es insgesamt 2 als Naturdenkmal geschützte Objekte, alle sind flächenhafte Naturdenkmale (FND), keines ist ein Einzelgebilde-Naturdenkmal (END).
Stand: 1. November 2016.

## Flächenhafte Naturdenkmale (FND)
| Name                     | Bild | Kennung     | Einzelheiten | Position | Fläche Hektar | Datum         |
| ------------------------ | ---- | ----------- | ------------ | -------- | ------------- | ------------- |
| Gletscherfindling        |      | 83360890001 | Tunau        | ???      | 0,0           | 13. Juli 1987 |
| Katzenstein              | BW   | 83360890002 | Tunau        | ⊙        | 4,8           | 2. Jan. 1991  |
| Legende für Naturdenkmal |      |             |              |          |               |               |